# Língua nǀu
Nǀu ou Nǀuu, também conhecida como Nusan, Nǀhuki, ǂKhomani, Nǁngǃke, Nluǁen, é uma língua “Tuu” (grupo Khoisan) praticamente extinta falada pelo povo Nǁnǂe da África do Sul. A denominação ǂKhomani é usada pelo governo sul africano, mas não é reconhecida pelos falantes. Nǁnǂe.

## Características
Nǀu pertence, junto com a bem semelhantes e já extintas línguas ǀXam Nǁnǂe, à família “Tuu” (ʼa-ǃKwi); A barra vertical que aparece no nome dessas línguas representa consoantes “Click”, consoantes essas que podem ser entendidas como um som da interjeição tsk! tsk! usada como decepção. "Nǀu" é pronunciado como um “Nuu” longo com o tal tsk pronunciado no meio, junto, com o N. Também é próxima da Língua ǃXóõ ainda existente na Namíbia.

## História
Nǀu se manteve bem viva no século XIX, mas o contato com línguas “não ǃ” e a conseqüente aculturação levaram-na à condição de idioma ameaçado, como aliás ocorre com as demais Línguas khoi e san. A língua desse povo, os ǂKhomani, foi substituída primeira mente pela Língua africâner e pela Língua nama. Em  1973 a língua foi declarada extinta e os remanescentes ǂKhomani foram expulsos do Parque Transfronteiriço do Calaári.
Nos anos 90 os ǂKhomani mais velhos passaram a se preocupar ao perceber que a língua estava morrendo e que logo poderia estar extinta. Encontraram depois de intensa procura uma mulher, Elsie Vaalbooi, de 101 anos de idade que ainda falava o idioma.Nǀu, a qual foi entrevistada pelo linguista Anthony Traill em 1997. O Instituto San da África do sul passou a se empenhar na procura de mais informações sobre a língua Nǀu e, com a ajuda de Vaalbooi, foram localizadas outras 25 pessoas que ainda entendiam e falavam a língua.
Thabo Mbeki disponibilizou 400 km² de terras aos ǂKhomani em 1999 e mais 250 km² dentro do Parque em 2002. Vaalbooi chegou aos habitantes a assentar com o “slogan” Nǀu motto Sa ǁʼa ǃainsi uinsi (estamos indo para uma vida melhor). Na altura havia vinte falantes idosos, oito dos quais viviam na Província Cabo Ocidental.
Em 2007 menos de dez falantes Nǀu ainda viviam na África do sul e menos ainda no Botsuana, nenhum dos quais convivendo com outro falante da mesma língua. Suas linguagens diárias eram a Língua africâner ou o tsuana, respectivamente.

## Falantes e Dialetos
A língua vem sendo documentada pelo lingüista Nigel Crawhall, porém as novas gerações ǂKhomani são formadas por convictos falantes de Nama, sem nenhuma afinidade com Nǀu. Isso dificulta a sobrevivência da língua.
Os falantes são hoje apenas 10 (dados de 2003, Crawhall) enquanto a etnia  ǁKohmani tinha cerca de 500 pessoas em 1998. Os 10 falantes viviam em 2003 em Andriesville, próx. Withdraai (2),, Withdraai (1), Philandersbran, próx. Rietfonatain (1), Olinfantshoek (2), Upington (3), Raaswater, próx. Upington (1);
Os dialetos já existentes foram: ǁ’Auni (primeiro extinto), ǁKxau, ǁNg!ke, Ngǁ-le. ǁNg, ǁingǁke

## Alfabeto
O alfabeto utilizado é o latino com as muitas e devidas adaptações à complexidade de sons da língua:
- São 61 Consoantes entre simples, encontros consonantais e marcações de cliques
- As vogais são 16:
  - 5 Modais
  - 3 Nasalizadas
  - 4 Epiglotalizadas
  - 4 Nasal-Epiglotalizadas
- Há 20 ditongos
  - 7 Modais
  - 5 Nasalizados
  - 4 Epiglotalizadas
  - 4 Nasal-Epiglotalizados

## Fonologia
Nǀuu tem um dos mais complexos inventários de sons dentro todos os idiomas do mundo. Também apresenta um sistema de “Tons” similar ao de outras línguas “Tuu” e “Juu”, não aqui aqui apresentado.

### Vogais
Assim com o a maior parte da línguas da África apresenta cinco qualidades de vogais que podem ser curtas ou longas, formar Ditongos. Podem também ser “faringizadas” (”epiglotalizadas”) e, sendo longas, podem ser nasalizadas.
| Modal                | i, iː | e, eː     | ɑ, ɑː   | o, oː   | u, uː |
| Nasal                | ĩː    |           | ɑ̃ː      |         | ũː    |
| Epiglotalizada       |       | (eʢ, eːʢ) | ɑʢ, ɑːʢ | oʢ, oːʢ | (uʢ?) |
| Nasal epiglotalizada |       |           | ɑ̃ːʢ     | õːʢ     |       |

Nǀuu á única língua Khoisan a ter uma vogal frontal epiglotalizada,  /eʢ/, mes,o isso sendo raro, ocorrendo apenas em três palavras, sendo a vogal longa numa delas. /uʢ/ também é rara, sendo um alofônica de /oʢ/.
| Modal                | ɑe̯  | əi̯ | ɑo̯  | əu̯ | oɑ̯  | oe̯  | ui̯ |
| Nasal                |     | ə̃ĩ̯ |     | ə̃ũ̯ | õɑ̯̃  | õẽ̯  | ũĩ̯ |
| Epiglotalizada       | ae̯ʢ |    | ao̯ʢ |    | oɑ̯ʢ | oe̯ʢ |    |
| Nasal epiglotalizada | ɑ̃ẽ̯ʢ |    | ɑ̃õ̯ʢ |    |     | õẽ̯ʢ |    |

### Consoantes
A maior parte das consoantes Nǀuu é de natureza “Clique”. Sempre se pensou que as línguas Khoisan fizessem distinção entre consoantes Velares e Uvulares, mas pesquisas mais recentes da língua Nǀuu e reavaliações dos dados da Língua ǃXóõ indicaram que, para essas duas línguas pelo menos, a distinção é entre cliques puros contra contornos plosivos cliques.
| Pulmônica egressiva | Pulmônica egressiva | bilabial | alveolar | palatal | velar | uvular | glotal |
| nasal               | nasal               | m        | n        | ɲ       | ŋ̩     |        |        |
| “stop” plosiva      | forte (sonora)      | b        |          | ɟ       | ɡ     |        |        |
| “stop” plosiva      | tênue               | p        |          | c       | k     | q      | (ʔ)    |
| “stop” plosiva      | Aspirada (fonética) |          |          | cʰ      | kʰ    |        |        |
| africativa          | africativa          |          | ts       | cχ      |       |        |        |
| fricativa           | surda               |          | s        |         |       | χ      |        |
| fricativa           | sonora              |          | z        |         |       |        | (ɦ)    |
| líquida             | líquida             |          | ɾ ~ l    |         |       |        |        |

A velar nasal /ŋ̩/ somente ocorre em núcleo silábico. A “stop” glotal  [ʔ] inicia algumas palavras, não ficando assim claro que se trata de algo fonêmico. /t, d, f/ se encontram em palavras estrangeiras não assimiladas. A diferença entre [ɾ]~[l] é alofônica e depende do dialeto.
| Ejetiva-glotálica | Ejetiva-glotálica | bilabial | alveolar | palatal | velar | uvular |
| africativa        | africativa        |          | tsʼ      |         | kχʼ   | qχʼ    |

A quantidade de fricatividade nas /kχʼ/ e /qχʼ/ varia; elas podem surgie como ejetivas plosivas [kʼ] e[qʼ].
| Velárica ingressiva lingual | Velárica ingressiva lingual | Labio- uvular | Denti- pharyngeal | Alveo-uvular | Alveo-uvular | Palato- faringeal |
| Velárica ingressiva lingual | Velárica ingressiva lingual | Labio- uvular | Denti- pharyngeal | Central      | Lateral      | Palato- faringeal |
| nasal                       | sonora                      | ŋʘ            | ŋǀ                | ŋǃ           | ŋǁ           | ŋǂ                |
| nasal                       | glotalizada                 | ŋ̊ʘˀ           | ŋ̊ǀˀ               | ŋ̊ǃˀ          | ŋ̊ǁˀ          | ŋ̊ǂˀ               |
| nasal                       | aspirada                    |               | ŋ̊ǀʰ               | ŋ̊ǃʰ          | ŋ̊ǁʰ          | ŋ̊ǂʰ               |
| plosiva                     | sonora                      |               | gǀ                | gǃ           | gǁ           | gǂ                |
| plosiva                     | tênue                       | ʘ             | ǀ                 | ǃ            | ǁ            | ǂ                 |
| plosiva                     | aspirada                    |               | ǀʰ                | ǃʰ           | ǁʰ           | ǂʰ                |

Esses são os cliques simples. O termo tradicional “velárico” é uma denominação não muito correta para uma articulação posterior que fica posterior ainda ao “velum”, portanto mais atrás do que Nǀuu /q/. Miller prefere o termo"lingual" para esse mecanismo de “corrente de ar”; Ele também rejeita a existência de “acompanhamentos” para os “cliques”, usando símbolos IPA para representar ambos pontos de articulação em lugar de uma única articulação frontal. Ao mesmo tempo da motivação fonética, essas observações ilustram melhor os paralelos entre “cliques” e consoantes pulmônicas.
Conforme acima, o primeiro elemento do nome é a articulação anterior e o segundo a posterior.
| Linguo-pulmônica consonants | Linguo-pulmônica consonants | Labio- uvular | Denti- [[faringeal | Alveo-uvular | Alveo-uvular | Palato- faringeal |
| Linguo-pulmônica consonants | Linguo-pulmônica consonants | Labio- uvular | Denti- [[faringeal | Central      | Lateral      | Palato- faringeal |
| plosiva                     | tênue                       | ʘ͡q            | ǀ͡q                 | ǃ͡q           | ǁ͡q           | ǂ͡q                |
| plosiva                     | aspirada                    |               | ǀ͡qʰ                | ǃ͡qʰ          | ǁ͡qʰ          | ǂ͡qʰ               |
| africativa                  | africativa                  | ʘ͡χ            | ǀ͡χ                 | ǃ͡χ           | ǁ͡χ           | ǂ͡χ                |

Essas são consoantes de “contorno”, as quais se iniciam como um mecanismo de “corrente de ar” lingual (velárico) e terminam como “corrente de ar” pulmônica, em lugar de serem africativas como de “contorno”, começando como plosivas a terminando com fricativas. Essas eram tradicionalmente consideradas como “cliques” uvulares, pois o fechamento uvular ou farigeal é audível, mas realmente o fechamento posterior de tudo nos “cliques”Nǀuu é sempre uvular ou faringeal. (distinção não aqui representada).
| Linguo-glotálica | Linguo-glotálica | Labio- uvular | Denti- [[faringeal | Alveo-uvular | Alveo-uvular | Palato- faringeal |
| Linguo-glotálica | Linguo-glotálica | Labio- uvular | Denti- [[faringeal | Central      | Lateral      | Palato- faringeal |
| africativa       | africativa       |               | ǀ͡χʼ                | ǃ͡χʼ          | ǁ͡χʼ          | ǂ͡χʼ               |

Essas diferem das consoantes anteriormente apresentadas ao liberar uma ejetiva e, como em simples ejetivas, são todas elas africativas.

## Obras correlatas
- The Sounds of Nǀuu: Place and Airstream Contrasts. Amanda L. Miller, Johanna Brugman, Bonny Sands, Levi Namaseb, Mats Exter, Chris Collins. Working papers of the Cornell Phonetics Laboratory 19, 2007
- Differences in Airstream and Posterior Place of Articulation among Nǀuu Lingual Stops.Amanda L. Miller, Johanna Brugman, Bonny Sands, Levi Namaseb, Mats Exter, Chris Collins. (Submitted to the Journal of the International Phonetic Association, March 2007.)